# Brantford (ancienne circonscription fédérale)
Pour les articles homonymes, voir Brantford (homonymie).
Circonscription électorale fédérale du Canada
Brantford est une circonscription électorale fédérale de l'Ontario, représentée de 1904 à 1925 et de 1949 à 1968.
La circonscription de Brantford est créée en 1903 avec des parties de Brant-Sud. Abolie en 1924, elle est intégrée à Brantford City.
La circonscription réapparait en 1947 avec des parties de Brant et de Brantford City. Abolie en 1966, elle est incorporée à la circonscription de Brant.

## Géographie
En 1903, la circonscription de Brantford comprenait:
- La cité de Brantford
- Les cantons d'Oakland et de Brantford

En 1947, elle comprenait:
- La cité de Brantford
- Les cantons de Burford et d'Oakland et une partie du canton de Brantford

## Députés
| Législature                                            | Années                       | Député                       | Député                       | Parti                        |
| Brantford issue de Brant-Sud                           | Brantford issue de Brant-Sud | Brantford issue de Brant-Sud | Brantford issue de Brant-Sud | Brantford issue de Brant-Sud |
| ------------------------------------------------------ | ---------------------------- | ---------------------------- | ---------------------------- | ---------------------------- |
| 10e                                                    | 1904–1908                    |                              | William Foster Cockshutt     | Conservateur                 |
| 11e                                                    | 1908–1911                    |                              | Lloyd Harris                 | Libéral                      |
| 12e                                                    | 1911–1917                    |                              | William Foster Cockshutt     | Conservateur                 |
| 13e                                                    | 1917–1921                    | Unioniste                    | William Foster Cockshutt     |                              |
| 14e                                                    | 1921–1925                    |                              | William Gawtress Raymond     | Libéral                      |
| Abolie dans Brantford City                             |                              |                              |                              |                              |
| Cicrconscription recréée de Brant et de Brantford City |                              |                              |                              |                              |
| 21e                                                    | 1949–1953                    |                              | William Ross Macdonald       | Libéral                      |
| 22e                                                    | 1953–1957                    | James Elisha Brown           |                              | Libéral                      |
| 23e                                                    | 1957–1958                    |                              | Jack Wratten                 | Progressiste-conservateur    |
| 24e                                                    | 1958–1962                    |                              | Jack Wratten                 | Progressiste-conservateur    |
| 25e                                                    | 1962–1963                    |                              | James Elisha Brown           | Libéral                      |
| 26e                                                    | 1963–1965                    |                              | James Elisha Brown           | Libéral                      |
| 27e                                                    | 1965–1968                    |                              | James Elisha Brown           | Libéral                      |
| Abolie dans Brant                                      |                              |                              |                              |                              |

## Résultats électoraux
1949-1968
1904-1925